# 리엄 개리건
리엄 개리건(Liam Garrigan, 1981년 10월 17일 ~ )은 잉글랜드의 배우이다.

## 출연 작품
- 트랜스포머: 최후의 기사 (2017)
- 스팟리스 시즌1 (2015)
- 헤라클레스: 레전드 비긴즈 (2014) - 이피클레스 역
- 대지의 기둥 (2010)
- 마술 살인 (2009)
- 홀비시티 시즌1 (1999)